# Securigera libanotica
Securigera libanotica är en ärtväxtart som först beskrevs av Pierre Edmond Boissier, och fick sitt nu gällande namn av Per Lassen. Securigera libanotica ingår i släktet rosenkroniller, och familjen ärtväxter. Inga underarter finns listade i Catalogue of Life.